# Kim Loan
Kim Loan là một xã thuộc huyện Hạ Lang, tỉnh Cao Bằng, Việt Nam.

## Địa lý
Xã Kim Loan nằm ở phía tây bắc huyện Hạ Lang, có vị trí địa lý:
- Phía đông giáp xã Đức Quang
- Phía tây giáp huyện Trùng Khánh
- Phía nam giáp xã An Lạc
- Phía bắc giáp huyện Trùng Khánh.

Xã Kim Loan có diện tích 29,50 km², dân số năm 2019 là 1.209 người, mật độ dân số đạt 41 người/km².
Trên địa bàn xã có một số núi như Phò Rụng, Khau Xa, Lũng Giông. Sông Bắc Vọng chảy qua ranh giới phía tây nam của xã.

## Lịch sử
Ngày 15 tháng 9 năm 1969, giải thể huyện Hạ Lang, xã Kim Loan được sáp nhập vào huyện Trùng Khánh.
Ngày 1 tháng 9 năm 1981, xã Kim Loan được chuyển về huyện Hạ Lang vừa tái lập.
Đến năm 2019, xã Kim Loan được chia thành 8 xóm: Cốc Chia, Đông Phen, Gia Lường, Lũng Túng, Phong Ái, Bản Tao, Thong Mò, Thình Âu.
Ngày 9 tháng 9 năm 2019, Hội đồng Nhân dân tỉnh Cao Bằng ban hành Nghị quyết số 27/NQ-HĐND về việc:
- Sáp nhập hai xóm Cốc Chia và Phong Ái thành xóm Quốc Phong
- Sáp nhập hai xóm Bản Tao và Đông Phen thành xóm Bản Đông.

## Hành chính
Xã Kim Loan được chia thành 6 xóm: Bản Đông, Gia Lường, Túng Kít, Quốc Phong, Mò Nhàn, Âu Kít.